# San Felipe Tizapa
San Felipe Tizapa es una localidad del estado mexicano de Chiapas. Es parte del municipio de Escuintla.

## Toponimia
El nombre «San Felipe» hace referencia al santo patrono de la localidad: Felipe el Apóstol. El nombre «Tizapa» proviene de los términos en náhuatl tizan, tiza; pan, lugar. Su significado es «Lugar de tiza».

## Demografía
| Gráfica de evolución demográfica |
|                                  |

| Censo | Población |
| ----- | --------- |
| 1900  | 183       |
| 1910  | 222       |
| 1921  | 196       |
| 1930  | 248       |
| 1940  | 280       |
| 1950  | 472       |
| 1960  | 659       |
| 1970  | 801       |
| 1980  | 498       |
| 1990  | 942       |
| 2000  | 1 036     |
| 2010  | 1 087     |
| 2020  | 1 264     |